# 個人無政府主義
個人無政府主義（Individualist Anarchism）是一種反抗集體主義的哲學思想，以及特別強調個人地位和個人自治權的無政府主義流派。個人無政府主義主要是在美國發展，他們最顯著的特色是擁護對勞動產品的私人所有權。個人無政府主義也源自於一些歐洲的思想家，包括了威廉·戈德溫、皮埃爾-約瑟夫·普魯東、王尔德、麥克斯·施蒂納等人，不過個人無政府主義的大部分理論主要還是源自於美國的思想家如萊桑德·斯波納、約書亞·沃倫、班傑明·塔克、以斯拉·海伍德、史蒂芬·皮爾·安德魯斯、和亨利·戴维·梭罗等人的影響。個人無政府主義有時也被視為是古典自由主義的分支，因此也被一些人稱為「自由無政府主義」 （页面存档备份，存于）。

## 起源

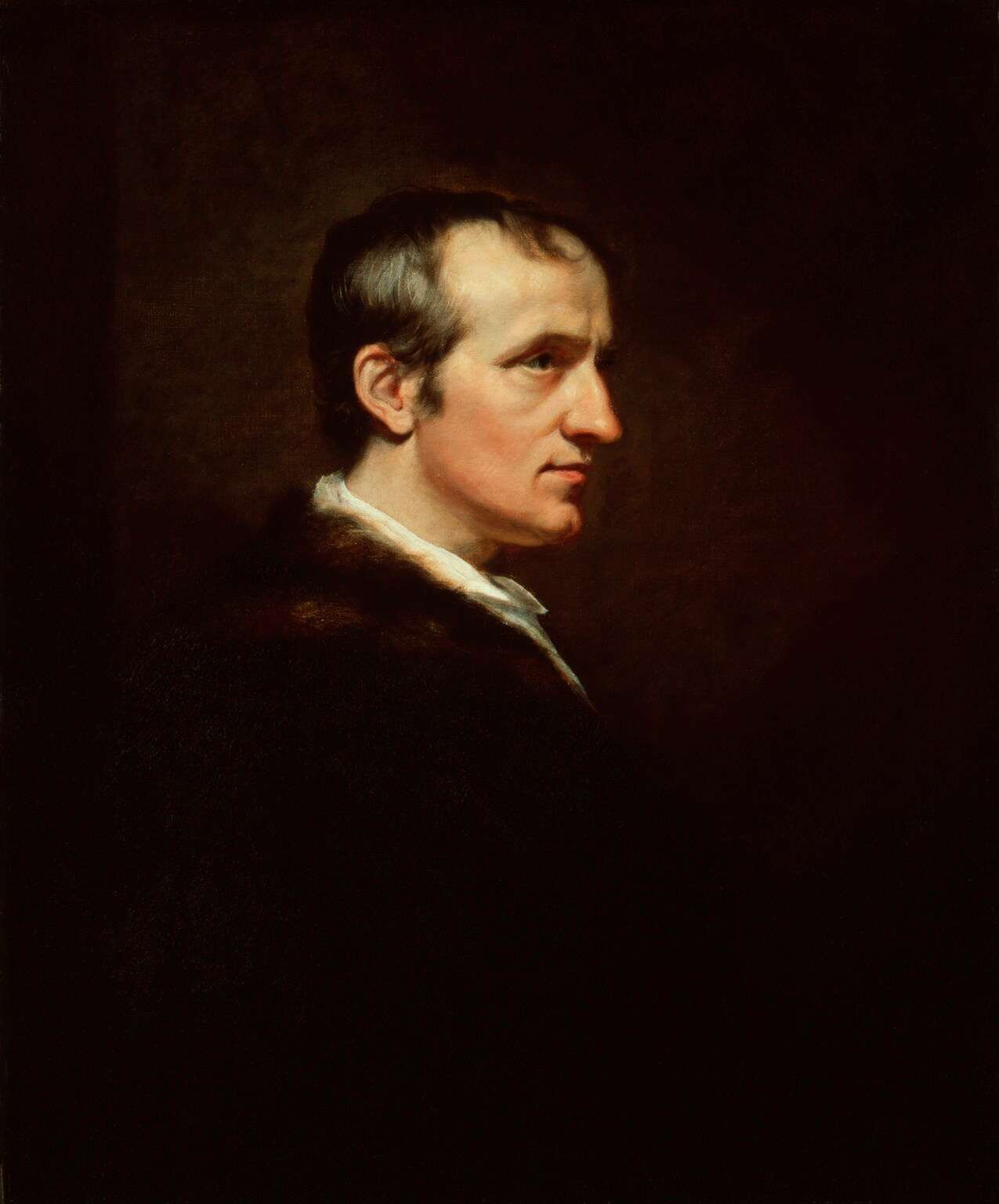
威廉·戈德溫是英國的激進自由主義者和功利主义者。對於他究竟屬於個人主義者抑或共產主義者至今仍沒有一定共識。

不同的個人無政府主義者之間也存在相當大的差距。幾乎在皮埃爾-約瑟夫·普魯東之後的所有個人無政府主義者都會支持某種形式的私人財產所有權，稱之為「佔有」。麥克斯·施蒂納支持私人財產，但卻否認財產權利的概念。威廉·戈德溫屬於利他主義者。約書亞·沃倫提倡以自然法作為個人自由的基準，而班傑明·塔克則將其作為利己主義的根基。塔克反對智慧財產權，但萊桑德·斯波納則擁護之。無論如何，所有這些哲學家的共同特色是反對集體主義的社會概念，同時也反對資本主義的經濟制度，並提倡個人的自主性。

### 威廉·戈德溫
英國的威廉·戈德温寫下了一篇論文，希望建立一個沒有政府的社會，這被視為是無政府主義最早的論文。因此一些人認為戈德溫等英國的自由主義思想家是「無政府主義之父」。目前對於戈德溫屬於個人主義者還是共產主義者依然沒有一定共識。他被許多人視為是第一個個人無政府主義者——儘管他的哲學有些和共產主義相似的特色。他支持極端形式的個人主義，認為所有形式的合作勞動應該被廢止；他說：「所有以合作為名的事物都是邪惡的。」戈德溫的個人主義極端到了某種程度，乃至於他甚至反對個人參與管絃樂隊的演奏。唯一的例外是當社會遭遇暴力威脅時，戈德溫認同個人們自發性組織起來的對抗行動。戈德溫反對政府的存在，同時也反對民主，擔憂個人會被多數派所壓迫。戈德溫支持個人對財產的所有權，將其定義為「由每個人勞動生產出的產品所賦予的絕對權力」。
戈德溫的確允許個人將多餘的財產贈予其他有需要的人，前提是沒有經過貿易的過程。這是根基於功利主义的原則；他對此說道：「每個人都有權將他所佔有的財產贈與他人，以此來使他獲得更大的利益或快樂。」不過，這種善心是不可以強迫進行的，而是取決於個人自由的「私人決定」。他並不支持共產主義所宣稱的集體利益或集體所有權，但他所提出的個人應與他人分享物品的概念卻也影響了後來的無政府共產主義。因此一些人以此主張戈德溫是兼具了個人主義與共產主義的理念，而非全然的個人主義。一些人如穆瑞·羅斯巴德也不認為戈德溫屬於個人主義。一些人觀察到戈德溫對於「私人決定」的支持與功利主義會產生衝突，因為他說個人在道德上必須將他們的剩餘財產給予其他人，這便產生了一個平等主義的社會，但他同時也堅持所有財產的去留都應該由個人所抉擇。無政府共產主義者克鲁泡特金便說他觀察到戈德溫在後來出版的作品裡「重新撰寫了有關財產的章節，並緩和他的共產主義觀點」。戈德溫對功利主義的解釋以及道德上的利他主義，使他與其他個人主義者如麥克斯·施蒂納和班傑明·塔克都不太相同，施蒂納和塔克後來將他們的哲學基礎建立在利己主義和私利上（雖然並非全都是利己主義）。

### 麥克斯·施蒂納

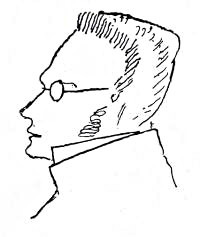
麥克斯·施蒂納是第一名利己主義的個人無政府主義者。

德國的麥克斯·施蒂納所著的《唯一者及其所有物》（Der Einzige und sein Eigentum）一書被視為是「創立個人無政府主義傳統的文章」。儘管個人主義者通常宣稱財產是一種權利，但施蒂納主張一般社會所公認的制度—包括國家的概念、「財產是一種權利」的概念、自然權利的概念、和一般對社會的概念—都只是幽靈在腦海裡作祟的幻象。他主張：「知道如何去擁有它們、保護它們，那便是他的財產」並且「在我能力所及之內的，便是我的東西。只要我能顯示出自己佔有者的身分，那我便是這個東西的所有人。」施蒂納認為世界上所有東西都是如此，甚至包括他人在內，都可以被個人所拿取或使用而無須經過道德限制。他認為一個人完全不需考量其他人的利益，除非這樣做能進一步擴展自己的利益—他認為這是個人行動的唯一正當理由。他對於利己主義的堅持直接的和戈德溫的利他主義相反。他否認社會是一個真實存在的實體，稱社會只是一個「幽靈」，主張現實存在的只有個人。
關於個人無政府主義究竟是以私利（利己主義）還是自然法為根基則一直是個人主義者之間的爭論話題。舉例而言，萊桑德·斯波納認為有自然的財產權存在，但利己主義者如班傑明·塔克則和施蒂納則否認其存在，並主張財產只有可能是依據個人之間的契约所達成。

### 皮埃爾-約瑟夫·普魯東
法國的皮埃爾-約瑟夫·普魯東則是第一名自稱為「無政府主義者」的哲學家。他的作品不只影響了後來的無政府主義者如米哈依尔·巴枯宁和克鲁泡特金，也影響了許多美國的個人主義者，例如班傑明·塔克便翻譯和研究了許多他的作品。普魯東反對政府授與銀行和地主任何特權，以及反對任何會導致財產累積的強迫行為，他認為那會造成財富聚集於少數人手上並阻絕競爭。普魯東支持個人保留他們自己勞動所得的產品的所有權，但相信所有超過個人生產和佔有能力的財產都是不正當的。因此他認為私人財產是自由所不可或缺的、但也可能導致專制產生，前者是由勞動所產生的，而後者是由勒索得來的（租金、稅賦等等）。他說：「我們應該從哪裡找尋對抗國家的制衡力量？只有財產才能辦的到…完全的國家權利是與完全的財產所有權利相衝突的。財產是有史以來最偉大的革命力量」。普魯東認為勞動的人應該有資格完全佔有他們所生產的產品，但這被資本的利潤制度所禁止。他提倡一種名為互助主義（mutualism）的經濟制度，這種制度包括了私人財產的佔有和交換市場，但沒有利潤的產生。也是受普魯東所影響，法國的無政府共產主義者Joseph Dejacque在後來公開了一份宣稱是普魯東所寫的信件，信上寫道：「勞工並沒有權利宣稱擁有他所生產的產品，而是必須取決於他的需求。」
由於Dejacque公開的信件，普魯東和其他許多支持私人財產及交換經濟的無政府主義者就此分裂，但個人主義者和無政府共產主義者之間仍保持著一定關係。舉例而言，塔克翻譯並翻印了許多集體主義者如米哈依尔·巴枯宁等人的著作，但他始終反對集體主義和共產主義的經濟概念，認為這些概念是與無政府主義不容的。
雖然個人無政府主義通常都包括了戈德溫和施蒂納等歐洲的理論家，但它最主要還是源自於美國的思想家。個人無政府主義在美國的發展特別傾向於支持個人對勞動產品的所有權，以及財產可以自由買賣的市場經濟。不過這種形式的個人無政府主義卻也不是僅限於美國，許多激進的個人主義者的哲學裡都存在這種概念。這種形式的個人無政府主義也與「社會無政府主義」（例如無政府共產主義）相反，社會無政府主義認為生產的工具應該由社會上的大型共同體如勞工集體所控制，而生產出的產品亦然。

## 美國的發展
美國的個人無政府主義的特色是極為支持對於勞動產品的私人所有權，和一個競爭性的自由市場經濟。約書亞·沃倫是第一名美國的個人無政府主義者，在1825年，沃伦參與了罗伯特·欧文所領導的移民社區實驗，試圖建立一個和諧的集體主義社區，這個實驗後來以失敗告終。在他對於實驗失敗的檢討結論中，他激烈的主張應該改採個人主義和私人財產的制度，並且大力提倡個人的消極自由：
社會必須改變為保護每個個人的主權不受侵犯。所有可能連結或結合人與人之間的制度，以及所有其他可能造成個人無法隨時自由行動和自由處置財產的制度—只要這種行動沒有干涉到其他人的同等權利，都必須加以避免。
沃倫將他的哲學根基於自然法上，而閱讀了麥克斯·施蒂納大量作品的班傑明·塔克則主張利己主義，許多個人主義者也都跟隨了他的理念。塔克主張有兩種權利的存在：「行動的權利」和「契約的權利」，而道德權利只有在個人們為了私利而自願簽下契約後才會產生。
個人主義的經濟理論（互助主義）則是根基於劳动价值理論上，認為產品的價值是根基於生產過程中的勞動力量大小所決定的，因此他們認為將一件商品的價格調高超過了生產的成本是不道德的，這也被稱為「成本即為價格限制」理論。為了確保勞工能取得「產品的全部價值」，他們主張商品被收購時的價格應該與生產時的勞動程度相等。如此一來勞工們取得的價值便與勞動程度相等，而那些沒有勞動的人則不會取得任何價值。這樣一來雇主便無法透過僱佣關係從雇員的勞動中取得任何利益，以避免剝削的產生。而貸款所獲得的利息通常被認為是高利貸的行為，因為這種收入被視為是不勞而獲的。對個人主義者而言，來自利息、僱佣、和土地租金的利潤只有可能在政府主導的「壟斷」和「特權」下才有可能產生，因為只有政府的力量才能限制市場的競爭並且集中財富於少數人手上。

## 無政府資本主義
大多數個人無政府主義者都支持劳动价值理論，也因此認為利潤是不自然而且具剝削性質的。不過，在經濟學的主流發展裡，古典經濟學的勞動價值理論最後逐漸被新古典主义经济学的價值的主觀理論所取代。边际主义的革命影響了許多激進的個人主義者。最後到了20世紀，穆瑞·羅斯巴德創造了無政府資本主義一詞來描述反中央集權的、提倡自由放任的資本主義哲學。許多無政府主義者—尤其是美國之外的無政府主義者都拒絕接受無政府資本主義為無政府主義的一種形式，因為他們認為無政府主義在傳統上是反對資本主義和財產所有人的權威的。無政府資本主義主張價值的主觀理論，也因此允許利潤或利息的產生。不過，大多數持勞動價值的個人主義者並不承認土地本身為一種財產，而較傾向於主張個人獨自使用他們的權利。而無政府資本主義的羅斯巴德派則允許人們藉由「混合」其勞動力量來佔有一塊土地，換句話說，對羅斯巴德而言，土地的所有權在中斷使用後仍然會一直存在。

## 外部連結
- A Vindication of Natural Society: or, a View of the Miseries and Evils arising to Mankind from every Species of Artificial Society 由Edmund Burke - 一些人認為這是最早提倡無政府的論文
- Enquiry Concerning Political Justice （页面存档备份，存于） by William Godwin
- Manifesto by Josiah Warren
- State Socialism and Anarchism: How far they agree, and wherein they differ. 由 Benjamin Tucker (1886)
- Anarchist Individualism as Life and Activity by E. Armand (1907)
- I. Liberal-Anarchism VIII. Libertarianism （页面存档备份，存于） from The Conquest of Power, by Albert Weisbord （页面存档备份，存于） 戈德溫和施蒂納的個人主義
- American Anarchism 由溫蒂·莫艾洛依（页面存档备份，存于） 19世紀的美國個人無政府主義
- A critique of Individualist Anarchism by Murray Bookchin （页面存档备份，存于）
- Bad Press 當代的個人無政府主義出版社
- Individualist-Anarchist.Net （页面存档备份，存于）
- The Schism Between Individualist and Communist Anarchism